# Allie X
Alexandra Ashley Hughes (Oakville, 31 de julho de 1985), também conhecida artisticamente como Allie X, é uma cantora e compositora canadense, criada em Los Angeles, na Califórnia. Atualmente, tem um contrato com a Sleepless Records. Allie começou sua carreira ao performar em shows de talentos canadenses. Depois de se mudar para os Estados Unidos, lançou a canção "Catch", que atingiu a 55ª posição na Billboard Hot 100 do Canadá.

## Início de vida
Alexandra Ashley Hughes nasceu em 31 de julho de 1985 em Oakville, na província canadense de Ontário. Sua família tem origem britânica. Estudou na Etobicoke School of the Arts, teve aulas de piano clássico e voz no Centro Interlochen de Artes, no estado americano do Michigan, e se graduou no programa de teatro musical do Sheridan College.

## Carreira
Allie começou sua carreira sob o nome de Allie Hughes, em Toronto, por meio do ano de 2006, performando músicas indie, pop melodramático e pop. Em 2008, ela esteve na competição musical How Do You Solve a Problem Like Maria? e foi eliminada após dois episódios. Seus trabalhos artísticos envolvem Triple Sensation, The Boys in the Photograph, King, Being Erica e Instant Star, e suas músicas já estiveram na trilha sonora de Rookie Blue, Saving Hope e Love Me. Ela foi uma das quatro artistas musicais a receber o prêmio Canadian Film Centre Slaight Music Residence Showcase em 2013. Em julho de 2013, mudou-se para Los Angeles e começou a trabalhar com os produtores Cirkut, juntamente com a Billboard. Por não estar satisfeita com as suas canções, passou a aprender sobre design sonoro e produção musical. Em fevereiro de 2014, lançou a canção "Catch" sob o nome de Allie X. Katy Perry fez um comentário sobre a canção no Twitter, classificando-a como "spring jam". Seu single atingiu a quinquagésima quinta posição no Billboard Hot 100 Chart canadense. O EP CollXtion I foi lançado em 7 de abril de 2015, no Canadá. O jornal Toronto Star descreveu Allie como uma "pessoa privada que criou uma persona diferente para suas performances."
Em 2014 e 2015, Hughes fez uma contribuição com o cantor Troye Sivan em seu álbum Blue Neighbourhood, co-escrevendo um total de sete músicas, incluindo duas dos três singles do álbum, "Talk Me Down" e "Youth".
Na segunda metade de 2015, Ashley começou uma turnê pela América do Norte, enquanto apoiava musicalmente Troye Sivan em fevereiro de 2016. No começo de 2017, Hughes recebeu créditos de produção pela canção "Moonlight" de Seohyun em seu EP solo debut "Don't Say No." O lançamento do seu álbum de estúdio, "CollXtion II",foi lançado em junho de 2017.

## Influências
Allie cita Mariah Carey, Mark Mothersbaugh, Tom Petty e Haruki Murakami como suas principais influências. Classificada como soprano Fach, Alexandra descreve suas melodias como "pop crescente e borderline teatral da Disney", enquanto suas músicas "sempre soam mais escuras." Ela compara suas composições com um experimento científico em que você coloca o cérebro de duas pessoas juntos por horas e vê o que pode ocorrer posteriormente. Em relação à explicação do X em seu nome, ela afirmou que representa a variável desconhecida em álgebra, e que o "X" é uma parte dela tentando se tornar uma pessoa melhor.

## Discografia

### Álbuns de estúdio
| 2017 | CollXtion II - Lançamento: 9 de junho 2017 (Mundial) - Gravadora: Twin Music                 |
| 2020 | Cape God - Lançamento: 21 de fevereiro de 2020 - Gravadora: Twin Music, Allie X Canada       |
| 2024 | Girl With No Face - Lançamento: 23 de fevereiro 2024 (Mundial) - Gravadora: Twin Music, AWAL |

### EPs
| 2015 | CollXtion I - Lançamento: 7 de abril de 2015 (Canadá) - Gravadora: Universal Music Group |
| 2015 | Catch (EP) - Lançamento: 29 de novembro de 2015 (Estados Unidos) - Gravadora: Twin Music |
| 2017 | CollXtion II:Ʉnsolved - Lançamento: 15 de março de 2017 - Gravadora: Twin Music          |
| 2018 | Super Sunset - Lançamento: 29 de outubro de 2018 - Gravadora: Twin Music, Allie X Canada |
| 2018 | Super Sunset (Analog) - Lançamento: 25 de dezembro de 2018 - Gravadora: Twin Music       |

### Singles
| Ano  | Título                   | Charts | Álbum                 |
| Ano  | Título                   | CAN    | Álbum                 |
| ---- | ------------------------ | ------ | --------------------- |
| 2014 | "Catch"                  | 55     | CollXtion I           |
| 2014 | "Prime"                  | —      | CollXtion I           |
| 2014 | "Bitch"                  | —      | CollXtion I           |
| 2015 | "Catch (relançamento)"   | —      | Catch EP              |
| 2015 | "Never Enough"           | —      | Catch EP              |
| 2016 | "Old Habits Die Hard"    | —      | CollXtion II          |
| 2016 | "Too Much to Dream"      | —      | CollXion II: Unsolved |
| 2016 | "All the Rage"           | —      | CollXion II: Unsolved |
| 2016 | "That's So Us"           | —      | CollXtion II          |
| 2016 | "Misbelieving"           | —      | CollXion II: Unsolved |
| 2016 | "Alexandra"              | —      | CollXion II: Unsolved |
| 2016 | "Casanova"               | —      | Casanova              |
| 2018 | "Focus"                  | —      | Super Sunset          |
| 2018 | "Focus (Analog Version)" | —      | Super Sunset (Analog) |
| 2018 | "Not So Bad In L.A."     | —      | Super Sunset          |
| 2018 | "Science"                | —      | Super Sunset          |
| 2018 | "Little Things"          | —      | Super Sunset          |
| 2018 | "Girl Of The Year"       | —      | Super Sunset          |
| 2018 | "Last Xmas"              | —      | Last Xmas             |
| 2019 | "Fresh Laundry"          | —      | Cape God              |
| 2019 | "Rings a Bell"           | —      | Cape God              |
| 2019 | "Regulars"               | —      | Cape God              |
| 2019 | "Love Me Wrong"          | —      | Cape God              |
| 2020 | "Devil I Know"           | —      | Cape God              |
| 2020 | "Downtown (2020)"        | —      | Downtown (2020)       |
| 2021 | "GLAM!"                  | —      | GLAM!                 |
| 2021 | "Mistress Violet"        | —      | Mistress Violet       |
| 2021 | "Anchor"                 | —      | Cape God (Deluxe)     |
| 2023 | "Black Eye"              | —      | Girl With No Face     |
| 2023 | "Girl With No Face"      | —      | Girl With No Face     |
| 2023 | "Off With Her Tits"      | —      | Girl With No Face     |

### Videoclipes
| Título                          | Ano  | Diretor(es)               | Ref.   |
| ------------------------------- | ---- | ------------------------- | ------ |
| "Bitch"                         | 2014 | George Pimentel           | [ 24 ] |
| "Catch"                         | 2015 | Jérémie Saindon           | [ 25 ] |
| "Sanctuary" (ao vivo)           | 2015 | Desconhecido              |        |
| "Too Much to Dream"             | 2016 | Jungle George             | [ 26 ] |
| "All the Rage" (ao vivo)        | 2016 | Jungle George             | [ 27 ] |
| "Casanova" (ao vivo)            | 2016 | Jungle George             |        |
| "All the Rage"                  | 2016 | Jungle George Maluko Haus |        |
| "Old Habits Die Hard" (ao vivo) | 2016 | Taylor Heres              |        |
| "That's So Us" (ao vivo)        | 2016 | Desconhecido              |        |
| "Too Much To Dream" (ao vivo)   | 2016 | Desconhecido              |        |
| "Paper Love"                    | 2017 | Renata Raksha             |        |
| "Casanova (feat. VÉRITÉ)"       | 2017 | India Sleem               |        |
| "Not So Bad In L.A."            | 2018 |                           |        |
| "Fresh Laundry"                 | 2019 | Ssion                     |        |
| "Regulars"                      | 2019 | Cody Critcheloe           |        |